# Spyridium oligocephalum
Spyridium oligocephalum là một loài thực vật có hoa trong họ Táo. Loài này được (Turcz.) Benth. miêu tả khoa học đầu tiên năm 1863.